# Jessica Oyelowo
Jessica Oyelowo (Oxford, Inglaterra; 1978) es una actriz británica, más conocida por interpretar a Alex Jones en la serie Mayo.

## Datos personales
De niña asistió a la Woodbridge School y fue miembro del National Youth Music Theatre. 
En 1998 se casó con el actor David Oyelowo, con quien tiene tres hijos y una hija.

## Carrera
En 1999 interpretó a Sarah en la película Sleepy Hollow. Ese mismo año apareció como invitada en las series Unfinished Business y People Like Us, donde interpretó a Emma.
En 2000 apareció en películas como Madame Bovary, Reach for the Moon, Don Quixote y The Sight. Entre 2001 y 2003, apareció en las series Lee Evans: So What Now? y Helen West, y obtuvo un pequeño papel en la película dramática The Deal. En 2004 apareció en el primer episodio de la serie de drama, horror y fantasía Hex, donde dio vida a Rachel McBain. Ese mismo año interpretó a la princesa Margaret en la película de comedia y guerra Churchill: The Hollywood Years. En 2006 protagonizó la serie Mayo, donde dio vida a la sargento de detectives Alex Jones. En 2007 se unió a la serie Murphy's Law. Ese mismo año apareció como la señora Susanna Equiano en la adaptación para la radio Grace Unshackled – The Olaudah Equiano Story, una adaptación de la vida de Olaudah Equiano. En 2008 interpretó a Camille Hutton en la película Inseparable. En 2009 interpretó a Bear Vendor en la película de comedia y romance Big Guy.

## Filmografía

### Películas
| Año  | Título                         | Personaje           | Notas |
| ---- | ------------------------------ | ------------------- | --- |
| 2016 | A United Kingdom               | Lady Lilly Canning  | junto a Rosamund Pike, David Oyelowo, Tom Felton, Jack Davenport, Laura Carmichael, Jack Lowden y Charlotte Hope. |
| 2016 | Nina                           | Enfermera           | junto a Zoe Saldaña, David Oyelowo, Ronald Guttman, Chuma Gault, Allison Sarofim y Mike Epps                      |
| 2015 | Captive                        | Meredith MacKenzie  | junto a Kate Mara, David Oyelowo, Michael K. Williams, Mimi Rogers y Leonor Varela                                |
| 2011 | Rahab                          | Rahab               | corto - junto a David Oyelowo, Kobna Holdbrook-Smith, Nick Clark Windo y Ramanique Ahluwalia                      |
| 2010 | Alice in Wonderland            | Mujer               | - |
| 2009 | Big Guy                        | Bear Vendor         | junto a Alfred Molina y Kate Mara                                                                                 |
| 2008 | Inseparable                    | Camille Hutton      | junto a Tricia Helfer, Malik Yoba y Monique Ganderton                                                             |
| 2004 | Churchill: The Hollywood Years | Princesa Margaret   | junto a Christian Slater y Romany Malco                                                                           |
| 2003 | The Deal                       | Maquillista         | junto a Dee Wallace                                                                                               |
| 2000 | The Sight                      | Isobel              | junto a Andrew McCarthy                                                                                           |
| 2000 | Don Quixote                    | Sierva              | - |
| 2000 | Madame Bovary                  | Felicite            | junto a Frances O'Connor y Hugh Bonneville                                                                        |
| 1999 | Sleepy Hollow                  | Sarah, la sirvienta | junto a Johnny Depp, Christina Ricci y Miranda Richardson                                                         |

### Series de televisión
| Año  | Serie                   | Personaje            | Notas                                  |
| ---- | ----------------------- | -------------------- | -------------------------------------- |
| 2012 | Childrens Hospital      | Madre                | episodio "British Hospital"            |
| 2011 | Off the Map             | Chloe                | episodio "Smile. Don't Kill Anyone"    |
| 2007 | Murphy's Law            | Det. Jackie Cole     | 3 episodios                            |
| 2006 | Mayo                    | Det. Sgt. Alex Jones | 8 episodios                            |
| 2004 | Hex                     | Rachel McBain        | episodio "Pilot: The Story Begins"     |
| 2002 | Helen West              | Rose Darvey          | episodios "Deep Sleep" y "Shadow Play" |
| 2001 | Lee Evans: So What Now? | -                    | episodio "Swinger"                     |
| 2000 | Reach for the Moon      | Claire Jones         | episodio "This Means Nothing to Me"    |
| 1999 | People Like Us          | Emma "The Lodger"    | episodio "The Photographer"            |
| 1999 | Unfinished Business     | Flora                | episodios # 2.4 y 2.6                  |

### Adaptación para la radio
| Año  | Programa                                        | Personaje       | Notas                                                                |
| ---- | ----------------------------------------------- | --------------- | -------------------------------------------------------------------- |
| 2007 | Grace Unshackled - The Story of Olaudah Equiano | Susanna Equiano | junto a su esposo David Oyelowo, Donald Sinden y Nicholas Le Prevost |

### Teatro
| Año  | Obra               | Personaje | Director    | Teatro                             | Notas                             |
| ---- | ------------------ | --------- | ----------- | ---------------------------------- | --------------------------------- |
| 2007 | Cyrano de Bergerac | Roxane    | Greg Hersov | Royal Exchange Theatre, Mánchester | junto a Ben Keaton y Oliver Chris |
| 2007 | Ana in Love        | -         | -           | -                                  | -                                 |